# Wielka Struga
Wielka Struga – kanał wodny w północno-zachodniej Polsce, oddzielający wyspę Wolin od trzech mniejszych wysp, łączy jezioro Wicko Wielkie i Starą Świnę. Znajduje się w woj. zachodniopomorskim, w gminie miejskiej Świnoujście.
Nad kanałem usytuowany jest port Przytór.
Kanał odbiera wody z jeziora Wicko Wielkie i rozpoczyna się przy wyspach: Chełminka, Świńskie Wyspy i Koński Smug. Na początku przez krótki odcinek wiedzie na północny zachód, odbiera Wicką Strużkę, po czym skręca na południowy zachód odzielając wyspy: Koński Smug od Wolina. Przy osiedlu Przytór łączy się z ciekiem wodnym połączonym ze strugą Kaczą, które razem wydzielają wyspę Wydrza Kępa. Wielka Struga biegnie dalej na południowy zachód i rozdziela się na strugę Gęsią i Młyński Rów, który uznaje się za dolny bieg Wielkiej Strugi. Młyński Rów oddziela Wolin od wyspy Koprzywskie Łęgi, ciągnąc się na zachód a następnie południowy zachód do Starej Świny.

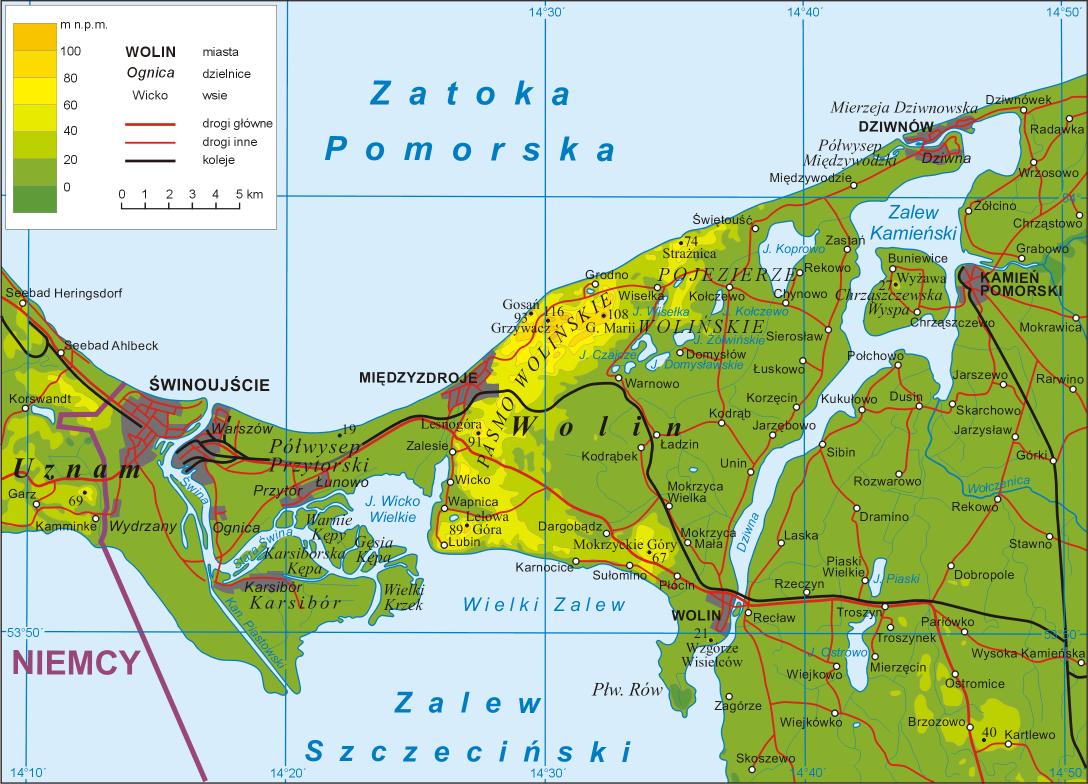
Mapa Wolina i Uznamu

Nazwę Wielka Struga wprowadzono urzędowo w 1949 roku, zmieniając niemiecką nazwę Grosse Beck.